# Yoshizaki Hironobu
Hironobu Yoshizaki (sinh ngày 24 tháng 8 năm 1992) là một cầu thủ bóng đá người Nhật Bản.

## Sự nghiệp câu lạc bộ
Hironobu Yoshizaki đã từng chơi cho Gainare Tottori.